# Andreas Piehler
Andreas Piehler (* 11. Oktober 1888 in Nürnberg; † 28. Januar 1970 in Hausham) war ein deutscher Politiker der SPD. Von 1946 bis 1958 gehörte er dem Bayerischen Landtag an.

## Leben
Piehler war zunächst von 1904 bis 1906 als Fabrikarbeiter tätig, danach als Bergmann in Amberg. Ab 1920 bekleidete er das Amt des Bezirksleiters des freigewerkschaftlichen Bergarbeiterverbandes, nebenher besuchte er die staatliche Fachschule für Wirtschaft und Verwaltung in Düsseldorf. 1933 verlor er seinen Posten und war bis 1937 arbeitslos. Danach war er als Hilfsarbeiter und während des Zweiten Weltkriegs als Büroangestellter tätig. Im Mai 1946 wurde er zum Geschäftsführer der Süddeutschen Knappschaft ernannt. Am 1. November 1954 trat er in den Ruhestand. Daneben führte er von 1946 bis 1949 das Amt des ehrenamtlichen Landesvorsitzenden der Industriegewerkschaft Bergbau aus.

## Politik
Piehler gehörte nach dem Krieg zunächst dem Vorparlament und danach der Verfassungsgebenden Landesversammlung an. Bei der Wahl 1946 zog er in den ersten Bayerischen Landtag ein. Bei den Wahlen 1950 und 1954 wurde er im Stimmkreis Miesbach direkt gewählt. Zuletzt gehörte er dem Verwaltungsrat der Gesellschaft zur Aufsuchung von Bodenschätzen an. Nach der Wahl 1958 schied er aus dem Landtag aus.
1949 gehörte er der ersten Bundesversammlung an, welche Theodor Heuss zum Bundespräsidenten wählte.